# Tatiana Shchegoleva
Tatiana Shchegoleva (9 de fevereiro de 1982) é uma basquetebolista profissional russa.

## Carreira
Tatiana Shchegoleva integrou a Seleção Russa de Basquetebol Feminino, em Atenas 2004 e Pequim 2008, que conquistou a medalha de bronze.